# جيمي قسطنطين
جيمي قسطنطين (بالفنلندية: Jimi Pääkallo)‏ هو مغني وعازف قيثارة وممثل فنلندي، ولد في 31 ديسمبر 1981.

## وصلات خارجية
- جيمي قسطنطين على موقع IMDb (الإنجليزية)
- جيمي قسطنطين على موقع ميوزك برينز (الإنجليزية)
- جيمي قسطنطين على موقع ميوزك برينز (الإنجليزية)
- جيمي قسطنطين على موقع ميوزك برينز (الإنجليزية)
- جيمي قسطنطين على موقع ديسكوغز (الإنجليزية)
- جيمي قسطنطين على موقع ديسكوغز (الإنجليزية)
- جيمي قسطنطين على موقع قاعدة بيانات الفيلم (الإنجليزية)